# 托马斯·弗洛许茨
托马斯·弗洛许茨（德語：Thomas Florschütz，1978年2月20日—），德国男子雪车运动员。他曾代表德国参加2010年和2014年冬季奥林匹克运动会雪车比赛，其中2010年冬季奥运会获得一枚银牌。